# Johan Frederik II van Saksen
Johan Frederik II van Saksen bijgenaamd de Middelste (Torgau, 8 januari 1529 - Steyr, 9 mei 1595) was van 1554 tot 1566 hertog van Saksen. Hij behoorde tot de Ernestijnse linie van het huis Wettin.

## Levensloop
Johan Frederik II was de oudste zoon van keurvorst Johan Frederik I van Saksen en diens echtgenote Sibylla, dochter van hertog Johan III van Gulik-Kleef-Berg. Hij genoot samen met zijn broer Johan Willem een grondige opleiding. Reeds vanaf jonge leeftijd woonde hij zittingen van de Hofraad bij.
Toen zijn vader in 1547 gevangengenomen werd bij de Slag bij Mühlberg, nam hij samen met zijn broer Johan Willem de administratie van het keurvorstendom Saksen over. Na verschillende pogingen om de strijd tegen keizer Karel V te herorganiseren, onderwierpen Johan Frederik II en zijn broer zich uiteindelijk aan de keizer. Vervolgens verloren ze de keurvorstelijke titel en moesten ze een groot deel van hun domeinen afstaan, waardoor ze het hertogdom Saksen overhielden. Het regentschap van Johan Frederik II en zijn broer Johan Willem kwam in 1552 ten einde na de vrijlating van het vader ten gevolge van het Verdrag van Passau.
Na het overlijden van zijn vader in 1554 erfden Johan Frederik II en Johan Willem het hertogdom Saksen. Omdat zijn vader in zijn testament had bepaald dat het land ondeelbaar was en de broers gezamenlijk moesten besturen, regeerden de broers gezamenlijk. Hij resideerde in de burcht van Grimmenstein in Gotha. Ook trad hij in de militaire dienst van koning Hendrik II van Frankrijk, waarvoor hij een jaarlijkse betaling van 30.000 francs kregen. 
Omdat Johan Frederik in 1563 partij had gekozen voor Wilhelm von Grumbach, die wegens landvredebreuk onder de Rijksban was geplaatst, werd hij in augustus 1566 door keizer Maximiliaan II eveneens onder de Rijksban geplaatst en afgezet als hertog van Saksen ten voordele van zijn broer Johan Willem. Keizerlijke troepen aangevoerd door keurvorst August van Saksen belegerden Gotha en het burcht van Grimmenstein. Nadat Grimmenstein in april 1567 door August werd ingenomen, werd Johan Frederik gevangengenomen en naar Dresden overgebracht. Hij belandde vervolgens in keizerlijke gevangenschap. Nadat hij in juni 1567 aangekomen was in Wenen, werd hij gevangengezet in het kasteel van Wiener Neustadt. Ook kreeg hij het recht op een eigen hofhouding. 
In 1572 vervoegde zijn echtgenote Elisabeth van de Palts zich bij hem in gevangenschap. Ze schreef talrijke smeekbrieven aan keizer Maximiliaan II, diens echtgenote Maria van Spanje en Anna van Denemarken (de echtgenote van August van Saksen) waarin ze tevergeefs om de vrijlating van Johan Frederik vroeg.
In 1595 werd Johan Frederik wegens het gevaar dat uitging van het Ottomaanse Rijk overgebracht naar het Slot Lamberg in Steyr. Hier stierf hij in mei 1595 op 66-jarige leeftijd na een val in het trappenhuis. Hij werd bijgezet in de Mauritskerk van Coburg.

## Huwelijken en nakomelingen
Op 26 mei 1555 huwde hij met Agnes (1527-1555), dochter van landgraaf Filips I van Hessen en weduwe van keurvorst Maurits van Saksen. Ze stierf hetzelfde jaar nog.
Op 12 juni 1558 huwde hij met zijn tweede echtgenote Elisabeth (1540-1594), dochter van keurvorst Frederik III van de Palts. Ze kregen vier zonen:
- Johan Frederik (1559-1560)
- Frederik Hendrik (1563-1572)
- Johan Casimir (1564-1633), hertog van Saksen-Coburg
- Johan Ernst (1566-1638), hertog van Saksen-Eisenach

## Voorouders
| Voorouders van Johan Frederik II van Saksen | Voorouders van Johan Frederik II van Saksen                             | Voorouders van Johan Frederik II van Saksen                             | Voorouders van Johan Frederik II van Saksen                             | Voorouders van Johan Frederik II van Saksen                             | Voorouders van Johan Frederik II van Saksen                             | Voorouders van Johan Frederik II van Saksen                             | Voorouders van Johan Frederik II van Saksen                                 | Voorouders van Johan Frederik II van Saksen                                 |
| ------------------------------------------- | ----------------------------------------------------------------------- | ----------------------------------------------------------------------- | ----------------------------------------------------------------------- | ----------------------------------------------------------------------- | ----------------------------------------------------------------------- | ----------------------------------------------------------------------- | --------------------------------------------------------------------------- | --------------------------------------------------------------------------- |
| Overgrootouders                             | Ernst van Saksen (1431–1468) ∞ Elisabeth van Beieren (1443-1484)        | Ernst van Saksen (1431–1468) ∞ Elisabeth van Beieren (1443-1484)        | Magnus II van Mecklenburg (1441-1503) ∞ Sophia van Pommeren (1460-1504) | Magnus II van Mecklenburg (1441-1503) ∞ Sophia van Pommeren (1460-1504) | Johan II van Kleef (1458-1521) ∞ Mathilde van Hessen (1473-1505)        | Johan II van Kleef (1458-1521) ∞ Mathilde van Hessen (1473-1505)        | Willem IV van Jülich-Berg (1455–1522) ∞ Sibylle von Brandenburg (1467-1524) | Willem IV van Jülich-Berg (1455–1522) ∞ Sibylle von Brandenburg (1467-1524) |
| Grootouders                                 | Johan de Standvastige (1468–1532) ∞ Sophia van Mecklenburg (1481-1503)  | Johan de Standvastige (1468–1532) ∞ Sophia van Mecklenburg (1481-1503)  | Johan de Standvastige (1468–1532) ∞ Sophia van Mecklenburg (1481-1503)  | Johan de Standvastige (1468–1532) ∞ Sophia van Mecklenburg (1481-1503)  | Johan III van Kleef (1490-1539) ∞ Maria van Jülich-Berg (1491-1543)     | Johan III van Kleef (1490-1539) ∞ Maria van Jülich-Berg (1491-1543)     | Johan III van Kleef (1490-1539) ∞ Maria van Jülich-Berg (1491-1543)         | Johan III van Kleef (1490-1539) ∞ Maria van Jülich-Berg (1491-1543)         |
| Ouders                                      | Johan Frederik I van Saksen (1503–1554) ∞ Sibylla van Kleef (1512-1554) | Johan Frederik I van Saksen (1503–1554) ∞ Sibylla van Kleef (1512-1554) | Johan Frederik I van Saksen (1503–1554) ∞ Sibylla van Kleef (1512-1554) | Johan Frederik I van Saksen (1503–1554) ∞ Sibylla van Kleef (1512-1554) | Johan Frederik I van Saksen (1503–1554) ∞ Sibylla van Kleef (1512-1554) | Johan Frederik I van Saksen (1503–1554) ∞ Sibylla van Kleef (1512-1554) | Johan Frederik I van Saksen (1503–1554) ∞ Sibylla van Kleef (1512-1554)     | Johan Frederik I van Saksen (1503–1554) ∞ Sibylla van Kleef (1512-1554)     |
| Johan Frederik II van Saksen (1529–1595)    |                                                                         |                                                                         |                                                                         |                                                                         |                                                                         |                                                                         |                                                                             |                                                                             |